# Jarosław Kaczyński
Jarosław Aleksander Kaczyński ( [jaˈrɔswaf kaˈt͡ʂɨj̃skʲi]; * 18. června 1949, Varšava) je polský právník a politik, spoluzakladatel (2001) a předseda (od ledna 2003) strany Právo a spravedlnost a bývalý 13. premiér Polska (2006–2007).
Je dvojčetem Lecha Kaczyńského (1949–2010), bývalého polského prezidenta. Spolu s ním vytvořil v roce 1962 hlavní dětskou roli ve filmu O dwóch takich, co ukradli księżyc (O dvou, kteří ukradli Měsíc) a v roce 2001 založil stranu Právo a spravedlnost. Přestože není předsedou vlády nebo prezidentem a formálně je pouze členem Sejmu, od parlamentních voleb vyhrávaných Právem a spravedlností v roce 2015 je považován za jednoho z nejvlivnějších lidí v Polsku.

## Životopis
Je syn Jadwigy Kaczyńské a Rajmunda Kaczyńského. Studoval na Varšavské univerzitě, kde v roce 1971 získal na Fakultě práva a administrace titul magistra a v roce 1976 v Ústavu vědy o státu a právu Polské akademie věd titul doktora práv. V letech 1971–1976 byl zaměstnán jako vědecký pracovník v Ústavu vědecké politiky a vysokého školství. V letech 1976–1981 pracoval jako odborný asistent v pobočce Varšavské univerzity v Białystoku.

### 70. a 80. léta 20. století
Od 70. let se angažoval v činnosti opozice, spolupracoval s Výborem na ochranu dělníků (KOR) a v 80. letech s Helsinským výborem. V 80. letech byl také členem a poradcem podzemních orgánů nezávislých samosprávných odborů Solidarita (NSZZ Solidarność), mj. byl v roce 1980 tajemníkem výkonného výboru. V roce 1989 za Solidaritu vyjednával o ustavení vlády Tadeusze Mazowieckého.

### Po roce 1989
V letech 1989–1990 byl šéfredaktorem Týdeníku Solidarita (Tygodnik Solidarność). V letech 1990–1991 působil ve funkci státního ministra, byl vedoucím Kanceláře prezidenta Lecha Wałęsy. Z této funkce odešel po konfliktu s prezidentem Wałęsou. V roce 1990 byl spoluzakladatelem a do roku 1998 předsedou Dohody střed (Porozumienie Centrum, PC). V roce 1997 se spojil s Hnutím za obnovu Polska (Ruch Odbudowy Polski) Jana Olszewského. V letech 1989–1991 zasedal v Senátu. V letech 1991–1993 byl poslancem v Sejmu za Občanskou dohodu střed (Porozumienie Obywatelskie Centrum). V roce 1997 se stal opět poslancem, tentokrát jako kandidát Hnutí za obnovu Polska.

### Začátek 21. století
V roce 2001 spolu s bratrem Lechem Kaczyńským založil stranu Právo a spravedlnost, která v roce 2001 získala 9,5 % hlasů a 44 míst v Sejmu (z 460). V roce 2003 byl zvolen předsedou a nahradil svého bratra Lecha, který byl zvolen primátorem Varšavy.
V roce 2005 pod jeho vedením PiS vyhrálo parlamentní volby. Avšak Jarosław Kaczyński se zřekl vytváření vlády, podle politických pozorovatelů proto, aby tak pomohl svému bratru vyhrát prezidentské volby (v Polsku prezidenta nevolí Parlament, ale občané), protože voliči by zřejmě nechtěli, aby byla celá moc v rukou jedné rodiny. Podle analytiků byl Jarosław z obou bratrů ten, který vymýšlel strategii další činnosti a směru[zdroj?]. Dne 28. prosince 2005 obdržel Jarosław Kaczyński od bratra-prezidenta jmenování členem Rady národní bezpečnosti (Rada Bezpieczeństwa Narodowego).

### Premiér Polska
Dne 10. července 2006 po překvapivé demisi premiéra Kazimierze Marcinkiewicze jmenoval Jarosława Kaczyńského premiérem tehdejší prezident, a zároveň jeho dvojče, Lech Kaczyński. Koalice tvořící jeho vládu se ale vinou vnitrokoaličních rozporů a korupční aféry týkající se vicepremiéra Andrzeje Leppera ze Sebeobrany v létě 2007 rozpadla. Na podzim pak následovaly předčasné volby.

### V opozici
Po předčasných volbách v říjnu 2007, které Kaczyńského strana prohrála odešel se svou stranou do opozice.
Po smrti svého bratra Lecha, který zemřel coby úřadující prezident Polska při havárii vládního letadla u Smolenska, svedl v roce 2010 překvapivě rovný souboj o prezidentské křeslo s Bronisławem Komorowským, kterému nakonec těsně podlehl.

### Návrat k moci
V roce 2015 se Kaczyńského strana vrátila na výsluní, když nejprve její kandidát Andrzej Duda vyhrál prezidentské volby, aby následně strana Právo a spravedlnost drtivě zvítězila a získala absolutní většinu v obou komorách parlamentu. Jarosław Kaczyński ovšem v těchto volbách na premiéra nekandidoval, za jeho stranu kandidovala na premiérku Beata Szydło.
V letech 2020 až 2022 byl Kaczynski vicepremiérem pro bezpečnost. V červnu 2023 se stal opět vicepremiérem poté, co čtyři dosavadní vicepremiéři na funkci rezignovali.

## Kritika a kontroverze

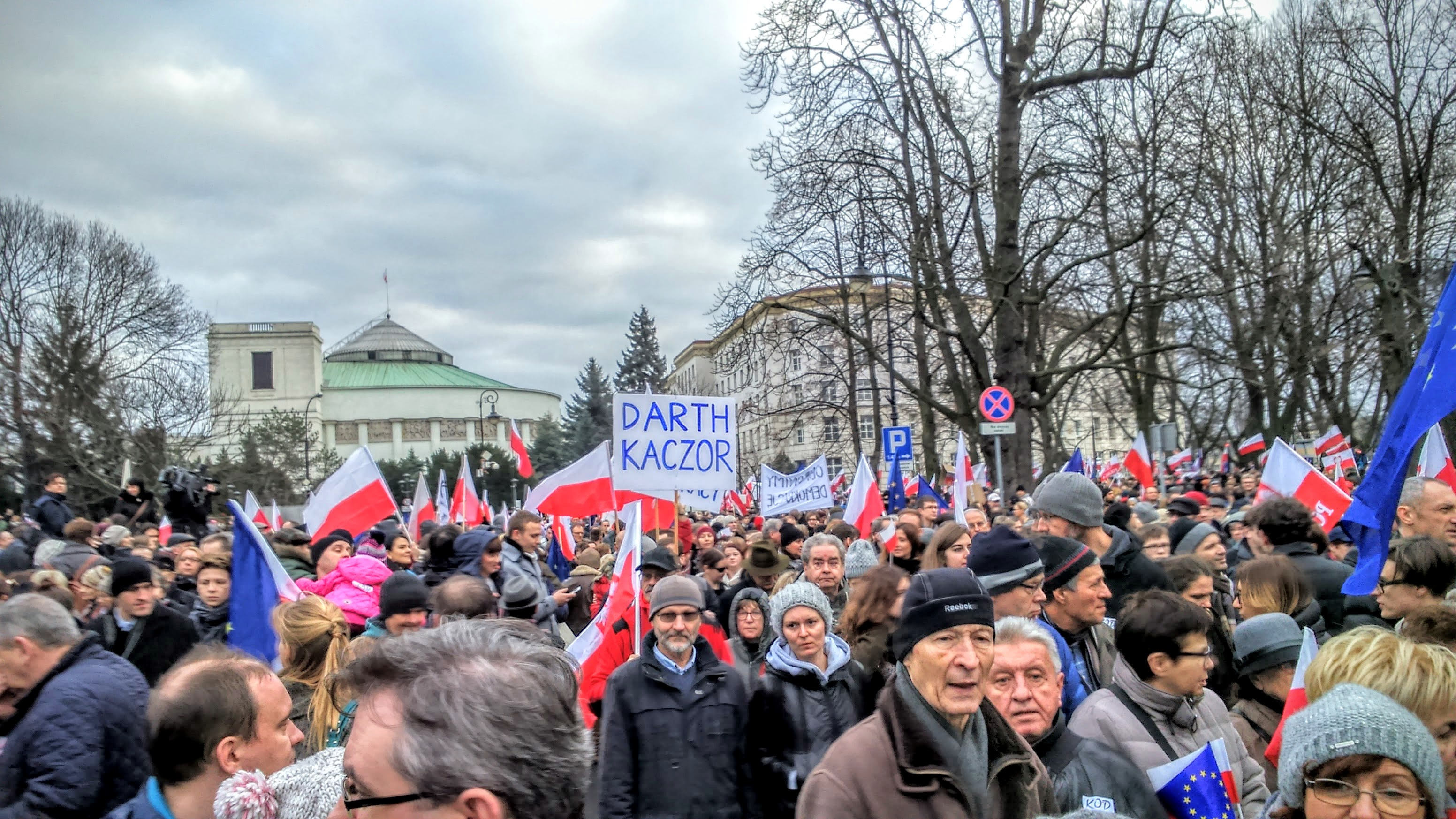
Výbor na obranu demokracie protestuje proti vládní straně Právo a spravedlnost, 19. prosince 2015

Z havárie vládního Tu-154 u Smolenska Kaczyński obvinil Rusko a havárii letadla označil za zločin, „který musí být potrestán“. Bývalý polský prezident Lech Wałęsa to odmítl se slovy: "Skutečně jde o zločin, ale v hlavě Jaroslava Kaczyńského". Podle Kaczyńského nese zodpovědnost za havárii také tehdejší vláda Donalda Tuska.